# Guardia Nacional de Francia
La Guardia Nacional de Francia, (en francés: Garde nationale) creada en su forma actual en 2016 a raíz de los atentados de París de noviembre de 2015 y del atentado contra la revista Charlie Hebdo de enero de 2015, es un dispositivo compuesto de reservistas de los ejércitos, de la Gendarmería Nacional y de la Policía Nacional francesa. Depende del Ministerio de Defensa y del Ministerio del Interior.
Tiene su origen en la milicia ciudadana creada en París el 13 de julio de 1789, al inicio de la Revolución francesa, cuyo modelo fue extendido a todo el territorio francés. La Guardia Nacional existió sin interrupción de 1789 a 1871, y fue disuelta definitivamente a consecuencia de su protagonismo revolucionario durante la Comuna de París.

## Creación

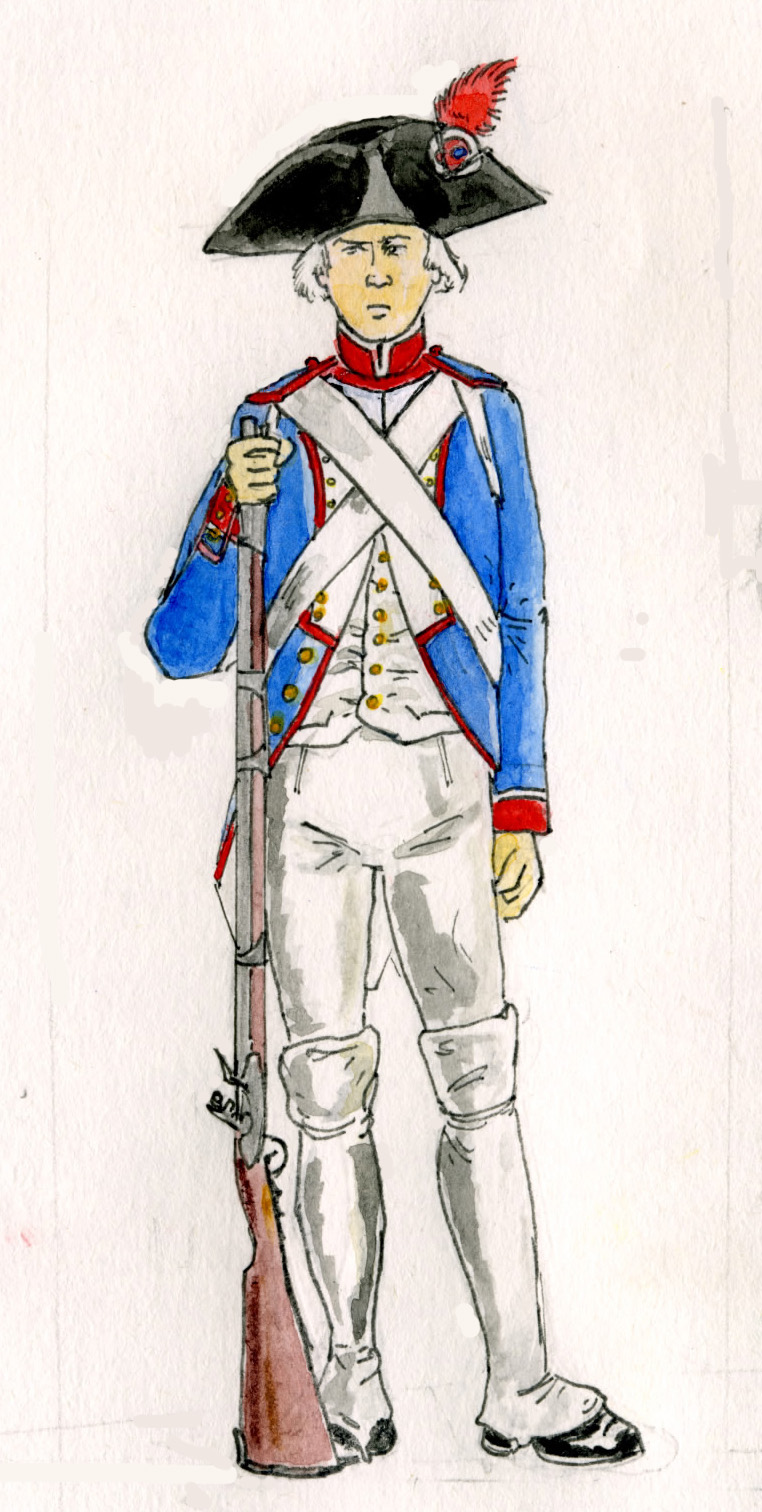
Guardia nacional de 1791.

Bajo el Antiguo Régimen, en distintas localidades urbanas de Francia existía una Milicia Burguesa, o Guardia Burguesa, cuya misión era proteger las personas y sus bienes. La Milicia Burguesa no era un cuerpo permanente y sus miembros eran designados y renovados periódicamente. Se convocaban en ocasiones excepcionales de desorden público, y servían también para la defensa de las ciudades y pueblos, y para reforzar los efectivos del ejército en tiempos de guerra.
En 1789 la población parisina, al igual que en el resto del país, sufre una grave hambruna desde el año anterior debido a las malas cosechas y a la subida del precio de los cereales. El 13 de julio de 1789, los parisinos hambrientos empiezan a saquear tiendas y almacenes y atacan los puestos aduaneros que controlaban la entrada de las mercancías en la ciudad (barrières d'octroi). Desde la primavera de 1789, se habían multiplicado las revueltas de subsistencia en todo el país, y se temía que los saqueos derivaran en un levantamiento popular.
El 13 de julio de 1789, el ayuntamiento de París decidió entonces crear una guardia parisina popular para controlar la revuelta. Muchos voluntarios procedentes de los medios burgueses y artesanales se presentaron espontáneamente, pero las autoridades no disponían aún de armamento para dotar a los guardias y garantizar su eficacia. Esta nueva guardia jugó un papel importante al día siguiente, fecha de la toma de la Bastilla. El 15 de julio, el rey Luis XVI nombró al marqués de Lafayette comandante jefe de la guardia parisina. El gran miedo que se apoderó del campo y de muchas ciudades francesas en los días siguientes condujo a la creación de milicias populares en todo el país según el modelo de la nueva guardia parisina.

## Organización interna
La creación y la organización de la Guardia Nacional fueron el resultado de un largo debate en la Asamblea Constituyente. El 27 de julio de 1789, el comité propuso que las fuerzas de orden público siguieran dependiendo formalmente del rey Luis XVI. Pero muchos diputados consideraban peligroso que el rey mantuviera una posición de fuerza sin que la asamblea lo controlara. También se consideraba necesario establecer unas estrictas normas de funcionamiento para impedir que las fuerzas de orden del Estado siguieran oprimiendo al pueblo y que el ejército interviniera en la resolución de los conflictos internos del país. Finalmente, la Asamblea adoptó el 24 de agosto de 1789 un texto inspirado por el arzobispo de Burdeos, Jérôme Champion de Cicé.

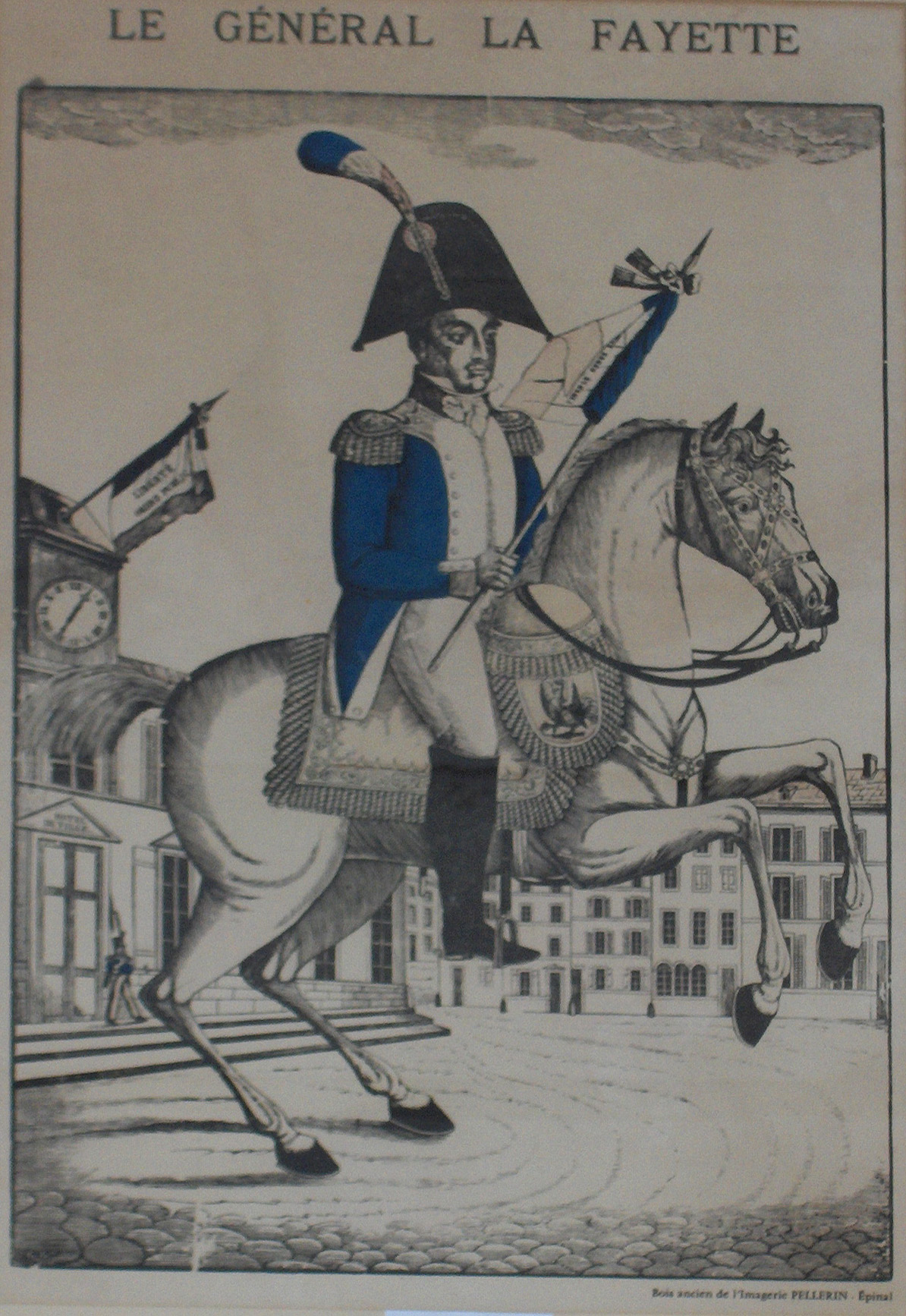
Lafayette, primer jefe de la Guardia Nacional. Grabado anónimo del.

La constitución de la Guardia Nacional fue introducida en el artículo 12 de la Constitución Francesa el 5 de septiembre, con la siguiente declaración: "La garantía de los derechos del hombre y del ciudadano necesita una fuerza de orden pública; esta fuerza es por lo tanto instituida para ventaja de todos y no para el beneficio particular de aquellos a los que es confiada." Esta declaración no contemplaba ninguna organización de la Guardia Nacional, en una época en la que los municipios de toda Francia ya habían constituido milicias que no estaban sometidas a regulación alguna. El 7 de enero de 1790, los diputados decidieron que los guardias nacionales debían jurar fidelidad a la Constitución, lo que confirmaba su papel de guardianes de la Constitución. Al mes siguiente se impuso el mismo juramento a los soldados y oficiales del ejército, que quedaban encargados exclusivamente de la defensa del Estado contra los enemigos exteriores. En estas condiciones, el rey se mantenía como jefe supremo del ejército, mientras que las guardias nacionales de toda Francia solo podían ser requeridas por los poderes municipales y administrativos, escapando así al mando directo del rey.
De 1789 a 1791, no existe ninguna ley que regule las Guardias Nacionales. El 24 de junio de 1791, un decreto permitió a los generales del ejército disponer puntualmente de la ayuda de los guardias nacionales de los pueblos y ciudades, lo que en un principio contravenía la definición de las guardias nacionales, cuyo empleo se circunscribía exclusivamente al ámbito del municipio del que dependían. La Guardia Nacional se convirtió a partir de ese momento en una especie de ejército paralelo.

### Ley del 14 de octubre de 1791
El 29 de septiembre de 1791, la Asamblea votó la ley sobre la Guardia Nacional, y el Rey la aprobó el 14 de octubre de 1791. Se estructuraba en 5 secciones:

#### 1. Composición de las listas de ciudadanos
Solo los ciudadanos activos -los que podían votar y que eran residentes permanentes de más de un año- podían servir en la Guardia Nacional (I.1). Sus hijos tenían que estar inscritos en los registros a partir de los 18 años (I.5). Los ciudadanos pasivos que habían pertenecido a la Guardia Nacional sin interrupción desde 1789, y cuyo comportamiento era considerado "bien intencionado", podían también inscribirse (I.3). El servicio era un privilegio, pero representaba una obligación sin contrapartida financiera. Un ciudadano no inscrito en los registros perdía el ejercicio de sus derechos como ciudadano (I.2). Faltar al servicio se castigaba con el pago de una tasa equivalente a dos jornadas de trabajo (I.15). Los que no se presentaban al servicio tres veces en un año eran suspendidos del servicio, del derecho a votar y a ser elegido durante un año (I.15).

#### 2. Organización de los ciudadanos para el servicio de la Guardia Nacional
En las ciudades, la Guardia Nacional se organizaba por distritos o por secciones electorales (I. 2). En el campo, se constituía sobre la base del cantón o del distrito, y no por municipios (II. 1). Cada cantón, sección o distrito aportaba efectivos equivalentes a uno o varios batallones de cuatro compañías cada uno (II. 3-4). En los distritos, los batallones se reunían en una legión o en una reunión de legiones, según el número de habitantes (II. 10-11), siendo la compañía el elemento base. Estas se componían en las ciudades de los habitantes de un mismo barrio, y en el campo de los habitantes de las comunidades más próximas (II. 13).
A partir del 14 de julio de 1792, el uniforme azul, blanco y rojo fue adoptado en todo el territorio nacional (II. 25-26). Cada año, los ciudadanos activos inscritos en las compañías se reunían sin uniforme el segundo domingo de mayo, en la cabeza de partido de cantón (chef-lieu de cantón) para elegir a su capitán, así como a los oficiales y suboficiales hasta el rango de caporal. Una vez elegidos, estos elegían por mayoría absoluta al comandante jefe del batallón y a sus adjuntos (II. 19). Los oficiales de las compañías se reunían entonces en la cabeza de partido de distrito para elegir al estado mayor de las legiones (II. 20). Todos estos jefes eran elegidos solo por un año (II. 23). Las insignias de cada rango eran las mismas que para la tropa (infantería) de línea (II. 24). Las banderas llevaban los colores de Francia (azul, blanco y rojo) y el lema "El pueblo francés, la libertad o la muerte" (II. 27).

#### 3. Funciones de los ciudadanos sirviendo en calidad de Guardia Nacional
La función de los guardias nacionales era la de mantener el orden y de garantizar la obediencia a las leyes (III. 1). Podían disolver "cualquier revuelta popular y agrupamiento sedicioso", arrestar y entregar a la justicia "los culpables de excesos y de violencias", y emplear "la fuerza de las armas" en el marco de la ley marcial o de la ley sobre "la acción de la fuerza pública" (III. 10). Las demás cláusulas limitaban estrictamente el papel de los guardias nacionales, demostrando así la desconfianza de los diputados constituyentes hacia los ciudadanos armados.

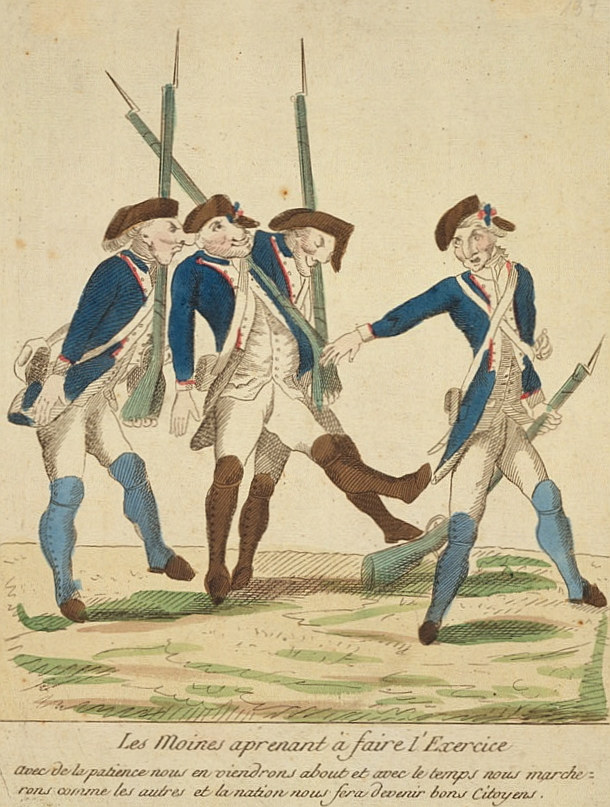
Antiguos monjes entrenándose en la Guardia Nacional. Caricatura anónima de 1790.

Con excepción de las patrullas, del servicio ordinario cotidiano y de los ejercicios de entrenamiento, los jefes de la Guardia Nacional no podían tomar ninguna iniciativa (III. 6). Solo intervenían cuando sus servicios eran requeridos oficialmente, y solo se podía pedir su intervención cuando los efectivos disponibles de gendarmes, guardias a sueldo e infantería de línea eran insuficientes (III.3). Los comandantes tenían que ejecutar las órdenes de intervención sin discusión, pero podían solicitar que se les entregara por escrito (III. 2). Sin petición legal, los oficiales no podían reunir a sus tropas, y sin órdenes de sus superiores, los ciudadanos no podían tomar las armas (III. 5). Se les prohibía asistir con armas a cualquier reunión electoral o política (III. 17). Cada año, el día 14 de julio, se reunían en la cabeza de partido de distrito para prestar juramento de fidelidad (III. 20).
Cualquier organización federativa era considerada como un atentado contra "la unidad del reino y la federación constitucional de todos los franceses" (III. 21). El artículo 12 estipulaba que en caso de invasión del territorio nacional por tropas extranjeras, el Rey requeriría el número de guardias nacionales que le pareciera necesario. En caso de acción militar realizada por guardias nacionales, su comandante tenía que ser siempre un gendarme o un oficial de infantería de línea (III. 11). 

#### 4. Orden del servicio y disciplina
La sección cuarta definía el orden y el rango de las compañías llamadas a servir, los cuales eran fijados anualmente por sorteo. Se pedía a los oficiales elegidos que se comportaran como "ciudadanos que mandan a ciudadanos" (IV. 1). No se podía recurrir a la fuerza contra los recalcitrantes que se negaban a cumplir con sus obligaciones. La desobediencia, el abandono del puesto, la falta de respeto y la rebeldía se castigaban con arresto menor o encarcelamiento de una duración máxima de 8 días, sin distinción de rango (IV. 6-13). Era posible eludir la pena, pero esto conllevaba la pérdida de los derechos como ciudadano y el pago de una tasa de sustitución (IV. 14).
La ley del 14 de octubre de 1791 no preveía ninguna organización central encargada de coordinar, controlar y dirigir a estos ciudadanos armados. El rey solo intervenía por medio de su Ministro de Interior, y correspondía a las administraciones de los departamentos y distritos velar por el cumplimiento de la ley y denunciar las infracciones a la Asamblea Legislativa.
Como los diputados constituyentes desconfiaban de la Guardia Nacional, los ciudadanos armados se veían relegados a tareas de segundo orden y estaban sometidos a un control muy estricto. El servicio era una carga muy pesada para los menos adinerados que necesitaban disponer de su tiempo para trabajar. Esta desigualdad se veía agravada por el hecho de que los oficiales municipales y los magistrados estaban exentos del servicio mediante el pago de una pequeña tasa. La ley sobre la Guardia Nacional quería canalizar una fuerza potencialmente revolucionaria y evitar así cualquier desbordamiento.

## La Guardia Nacional durante la Revolución francesa

### Monarquía Constitucional (1789-1792)

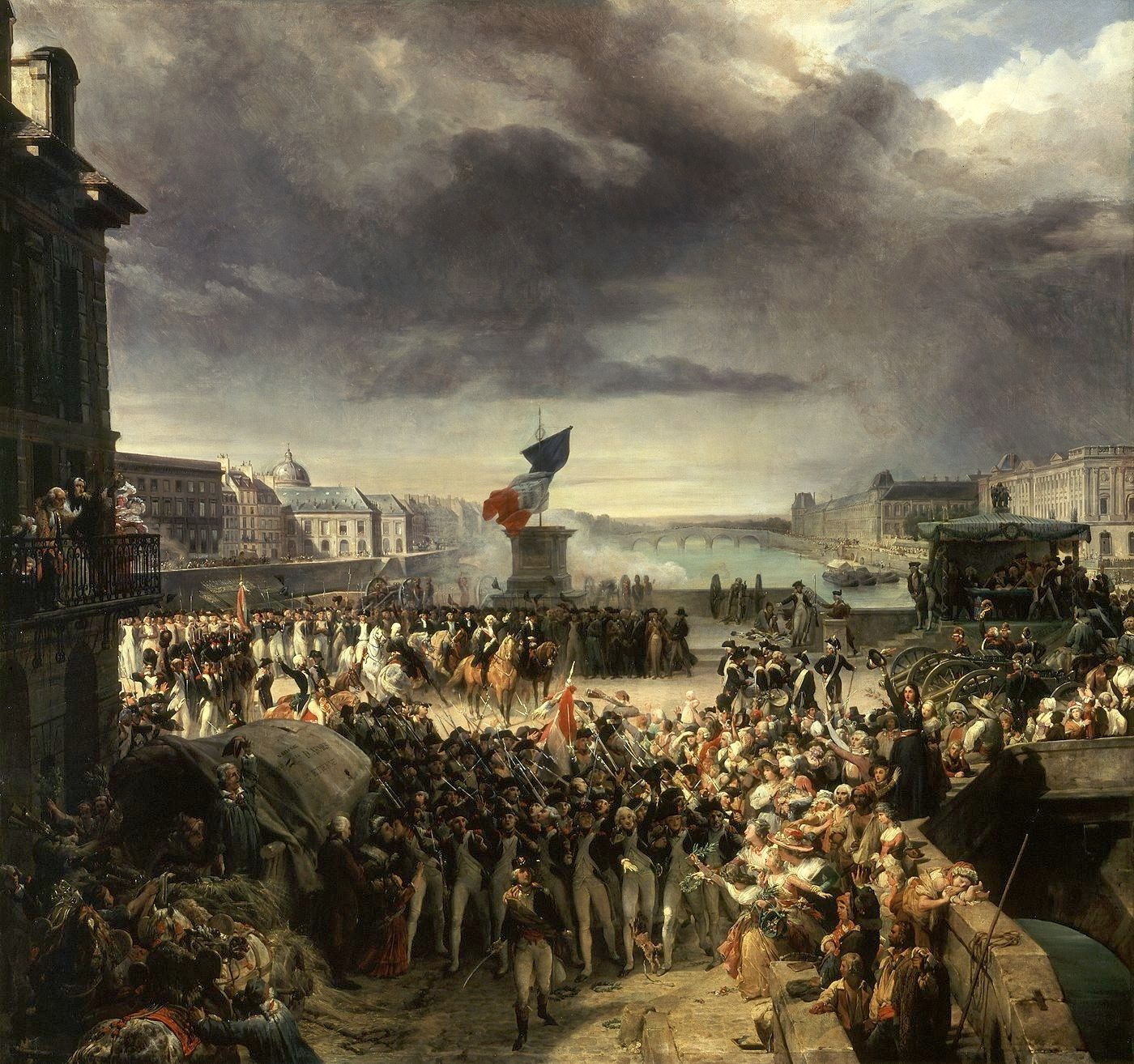
La Guardia Nacional parisina sale para unirse al ejército en septiembre de 1792. Óleo de Léon Cogniet (1836).

En el otoño de 1791, el Rey aceptó la nueva Constitución. Pero en las provincias, la Guardia Nacional pasó por graves enfrentamientos internos. Los guardias nacionales de varias ciudades se enfrentaron por cuestiones sociales y religiosas. En las Cevenas, la reorganización de la Guardia Nacional sobre la base de la ley de octubre de 1791 fue aprovechada por los católicos para eliminar a los oficiales protestantes. En Arlés, la Guardia Nacional local fue atacada por 4.000 guardias nacionales de Marsella que tomaron la ciudad el 29 de marzo de 1792.
En el exterior, la guerra estalló el 29 de marzo de 1792 contra la coalición de las potencias vecinas que amenazaban con invadir Francia. Parte de los guardias nacionales fueron requisados para reforzar los efectivos del ejército. El general Alexis Magellon de Lamorlière, jefe del ejército del Rin, requisó así 4.000 guardias nacionales en los municipios bajo su mando.

### Primera República (1792-1799)
El 21 de septiembre de 1792, Francia se convirtió en República y la Guardia Nacional tomó partido por la Revolución. A principios de 1793, contaba con 116.000 hombres. El 21 de enero del mismo año, la Guardia mantuvo el orden durante la ejecución de Luis XVI. La ejecución del Rey provocó una extensión del conflicto al que se enfrentaba Francia, y el 1 de febrero de 1793 Inglaterra y Holanda se unieron a la guerra emprendida por Prusia y Austria. La intensificación del conflicto implicaba un aumento de las tropas francesas, por lo que la Guardia Nacional fue cada vez más utilizada como una reserva de efectivos para el ejército. Para eludir tener que servir en el frente, los miembros más adinerados de la Guardia Nacional pagaban a los más pobres para que les sustituyeran. En septiembre de 1793, la oficina dedicada a los guardias nacionales dentro del Ministerio de Defensa fue suprimida, y la distinción entre soldados y guardias nacionales fue borrada dentro del ejército.
Durante la insurrección monárquica del 13 vendimiario del año IV (octubre de 1795), 25.000 guardias insurrectos de algunos barrios de París se enfrentaron a cañonazos a 5.000 soldados mandados por el general Bonaparte. Estos últimos vencieron, demostrando así la superioridad del ejército para mantener el orden. En consecuencia, el decreto del 6 vendimiario (8 de octubre) suprimió el estado mayor de la Guardia Nacional, reduciendo la jerarquía establecida por La Fayette a una mera juxtaposición de batallones sometidos a las órdenes del jefe militar de la villa de París. Estas disposiciones se aplicaron a todas las Guardias Nacionales del país. El Directorio pretendía así impedir que la Guardia Nacional emprendiera acciones políticas.
En 1799, para resistir a los ataques de una nueva coalición extranjera contra Francia, se movilizó de nuevo a los ciudadanos por sorteo. Más de 400.000 hombres fueron movilizados.

## El Consulado
La Guardia Nacional no tuvo ningún protagonismo durante el golpe de Estado del 18 de brumario y solo ayudó a mantener el orden. Ya estaba plenamente asimilada al ejército profesional en las batallas que se libraban en las fronteras nacionales. En el interior del país, la Guardia Nacional llamada "sedentaria" servía para mantener el orden público, pero los ciudadanos que la componían estaban mal dotados, eran poco eficaces y poco motivados.
La Constitución del Año VIII consagró la existencia de la Guardia Nacional, distinguiendo entre Guardia Nacional "en activo", cuyos efectivos estaban integrados en el ejército de tierra y la marina, y la Guardia Nacional "sedentaria", destinada a mantener el orden en las ciudades y en el campo. Sus mandos ya no eran elegidos, sino que el prefecto del departamento nombraba a los oficiales y el jefe de batallón nombraba a los suboficiales. El nuevo régimen quería así restar poder a la Guardia Nacional, y Napoleón desconfiaba de una fuerza que podía tanto mantener el orden y reprimir las revueltas como derrocar el poder establecido. 
En octubre de 1802, los Cónsules crearon una guardia municipal de 2300 hombres en París, a las órdenes de jefes militares nombrados por el jefe de Estado. Su misión era la misma que la de la Guardia Nacional, pero sus miembros estaban remunerados gracias a una contribución de 1.800.000 francos pagada por la población parisina. Los parisinos acogieron de buen grado la creación de este nuevo cuerpo profesionalizado que les libraba de la obligación permanente de prestar un servicio militar. Ya no tendrían que dejar su profesión para montar guardias ni pagar a sustitutos cuando se veían en la imposibilidad de responder a su movilización.

## Primer Imperio
Durante todo el reinado de Napoleón I, los guardias nacionales sirvieron de reserva al ejército y fueron movilizados según las necesidades de las guerras. Por ejemplo, cuando se reanudó la guerra contra Prusia en septiembre de 1806 el emperador ordenó de inmediato la leva de 3.000 granaderos y cazadores de la Guardia Nacional de Burdeos para reforzar la defensa de la costa atlántica. Al mes siguiente, un decreto reafirmó la obligación para todos los franceses de 20 a 60 años de prestar servicio en la Guardia Nacional, excluyendo a los empleados de la función pública y de la administración así como a los eclesiásticos. Se confirmaba la posibilidad para los demás de buscar a un sustituto. Las compañías de granaderos y de cazadores se componían, en la medida de lo posible, de hombres de 20 a 40 años, y podían prestar servicio tanto en las ciudades de más de 5.000 habitantes como en el ejército. En este caso, eran asimiladas a las tropas de línea.

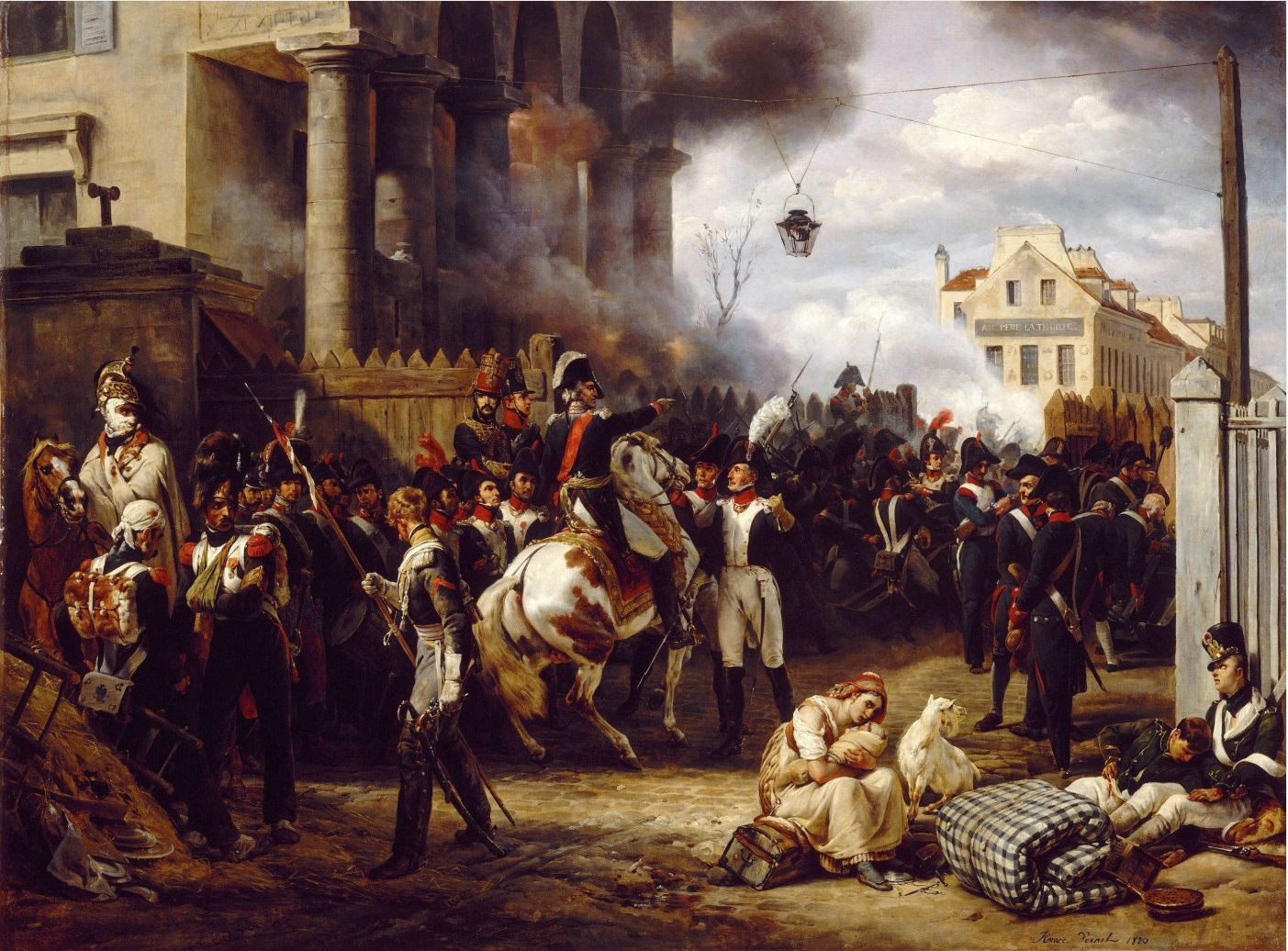
El general Moncey da órdenes al coronel de la Guardia Nacional parisina durante la defensa de París en marzo de 1814. Óleo de Horace Vernet.

Después del intento de desembarco de los ingleses en julio de 1809 en Walcheren, en los Países Bajos, Napoleón decidió en 1812 reforzar la defensa de las costas y de las fronteras del país con guardias nacionales. Reclutó en cada departamento unos efectivos proporcionales al número de habitantes, y todos fueron incorporados al ejército.
A partir de diciembre de 1813, Francia era invadida por las tropas extranjeras. Una nueva leva de 101.640 hombres fue decretada, aunque muchos fueran ancianos o inválidos. El 30 de marzo de 1814, París caía a pesar de la participación de la Guardia Nacional en su defensa. En muchas ciudades del sur de Francia, como Marsella y Burdeos, los guardias nacionales monárquicos contribuyeron en acelerar la caída del Imperio y favorecer la vuelta de la monarquía.

## La Restauración borbónica
El 15 de mayo de 1814, al llegar al trono Luis XVIII, éste nombra al Conde de Artois, hermano del rey y futuro Carlos X, coronel general de las Guardias Nacionales de Francia, a fin de centralizar su dirección. La Guardia Nacional volvía a ser únicamente sedentaria y su desplazamiento fuera de su ciudad o de su comarca tenía que ser excepcional y determinado por una ley especial. El propósito era movilizar a los hombres más motivados por mantener el orden, por lo que solo eran admitidos los que tenían suficiente capacidad económica para armarse y vestirse. Pocos respondieron a la llamada.
Durante los Cien Días, las Guardias Nacionales ni se opusieron al regreso de Napoleón ni tampoco desempeñaron un papel destacado.
Pero en 1816 una nueva ordenanza real volvía a establecer la obligatoriedad de servir en la Guardia Nacional para todos los franceses de 20 a 60 años que pagasen impuestos, exceptuando a los eclesiásticos, los funcionarios y los militares. Las listas eran establecidas por unos consejos formados por el alcalde y una comisión de notables nombrados por el prefecto. Se establecía una distinción entre el "control ordinario" y el "control de reserva" (art. 21). El primero afectaba a los ciudadanos más adinerados y el segundo a los demás ciudadanos que solo podían ser llamados a servir de forma excepcional. Los oficiales eran nombrados por el rey (art. 7). El comandante de la guardia comunal dependía del alcalde, y el comandante de la comarca dependía del prefecto (art. 4). Se preveían algunas medidas destinadas a limitar el poder potencial de la Guardia Nacional, muestra de que el régimen desconfiaba de ella. Las reuniones para deliberar estaban prohibidas (art. 9). El comandante no podía publicar las órdenes del día sin autorización previa del prefecto (art. 10). Los guardias no podían reunirse y tomar las armas sin haber sido autorizados por sus jefes y por la administración (art. 35). Se creó un consejo disciplinario para juzgar las faltas y los delitos cometidos por los guardias nacionales durante su servicio. 
A pesar de su labor de reorganización y centralización, una vez en el trono Carlos X suprimió la Guardia Nacional el 29 de abril de 1827. El pueblo acogió la medida con alivio, y solo los oponentes al régimen y los liberales protestaron.

## Revolución de 1830

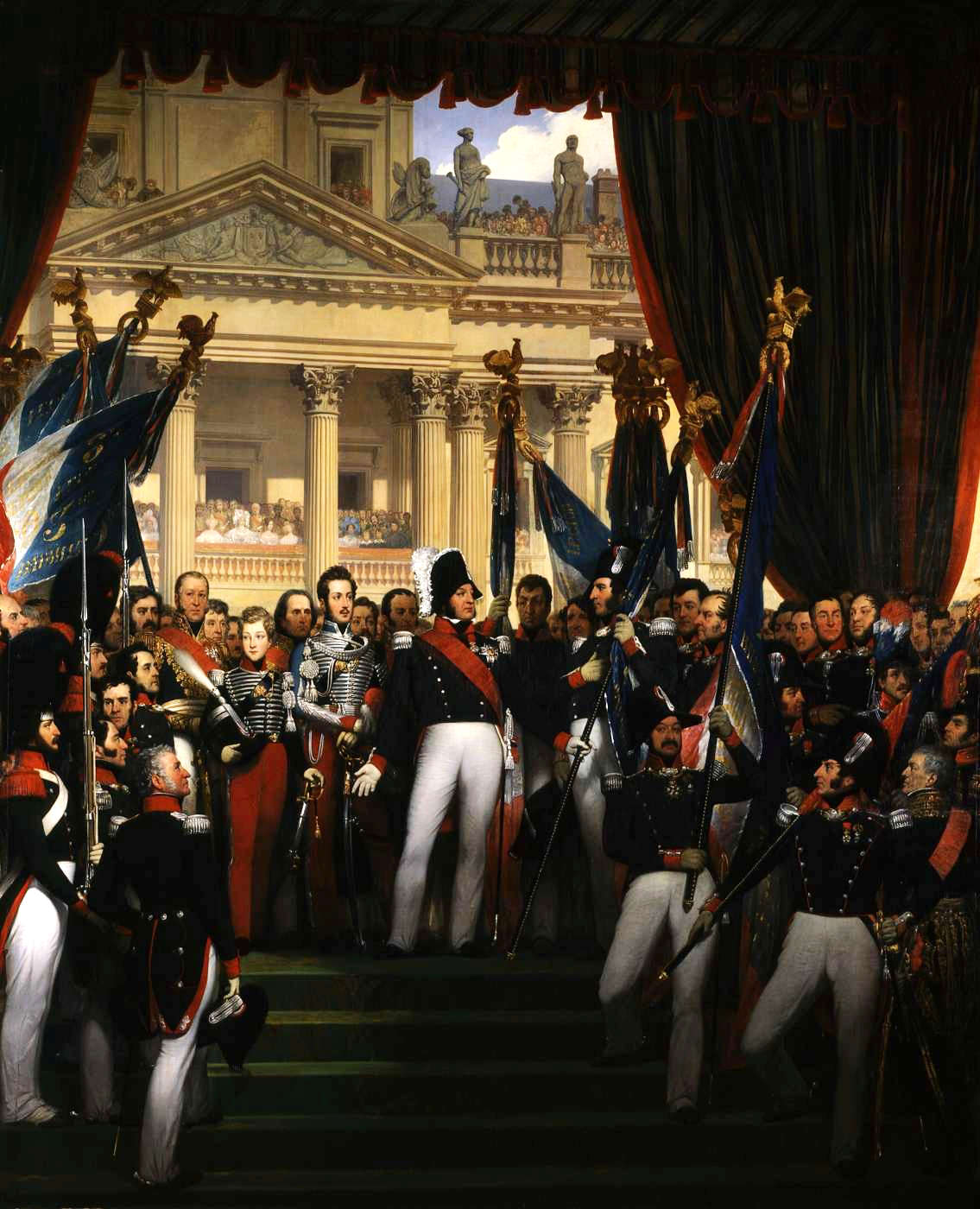
Luis Felipe I entrega las banderas a la Guardia Nacional de París, el 29 de agosto de 1830. Óleo de Joseph-Désiré Court (1834).

El 25 de julio de 1830, la publicación por Carlos X de las Ordenanzas de Julio, destinadas a reforzar su poder limitando el del pueblo, provocaron la revuelta popular conocida como Revolución de Julio o las Tres Gloriosas que acabaron con su reinado. El 29 de julio, la Guardia Nacional fue restablecida y el anciano general La Fayette fue nombrado a su mando. El 31 de julio, el Duque de Orleans, a punto de ser proclamado rey de los franceses, llegó vestido con el uniforme de la Guardia Nacional al Ayuntamiento de París donde le esperaba La Fayette, y declaró: "Señores, ¡soy un antiguo guardia nacional que visita a su antiguo general!" El mismo día pasó revista a los guardias nacionales parisinos allí reunidos declarando: "Para mí, esto vale más que el sacro en Reims."
Luis Felipe nombró a Lafayette comandante jefe de todas las Guardias Nacionales que al día siguiente ya se estaban reorganizando en todo el país. La Guardia Nacional reapareció más que nunca como una guardia burguesa protectora no solo del orden público, sino también de la alianza entre la Monarquía de Julio y los propietarios e industriales.

## Monarquía de Julio

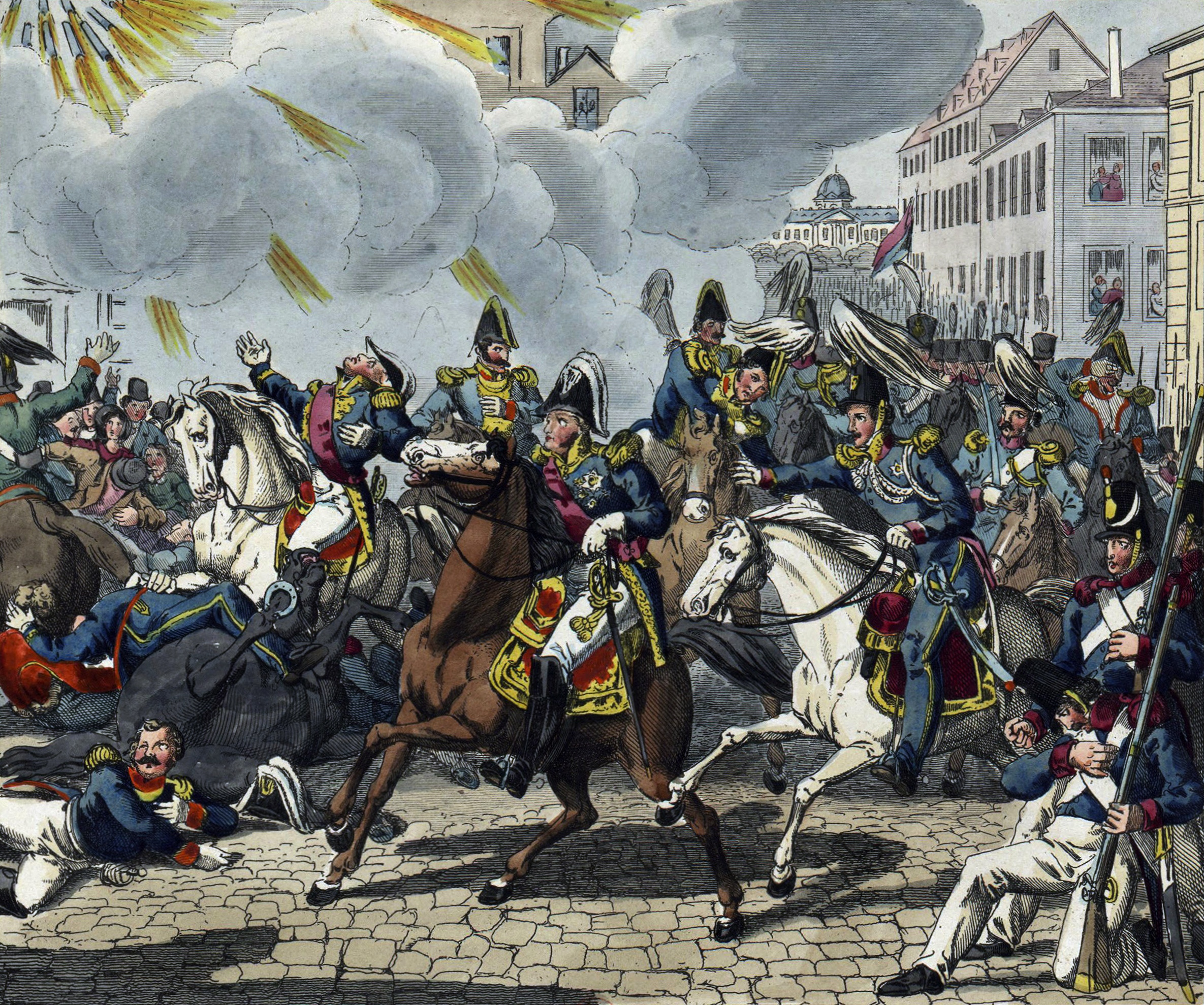
Intento de asesinato por parte de Joseph Fieschi contra el rey Luis Felipe I de Francia el 28 de julio de 1835.

La Guardia Nacional demostró su importancia en diciembre de 1830, durante el proceso contra los ministros de Carlos X, cuando consiguió mantener orden y calma en la capital. El 23 de diciembre Luis Felipe, aliviado, visitó a los guardias de los 12 distritos parisinos para manifestarles su agradecimiento. Pero se dio también cuenta del peligro que representaba para la monarquía el depender de una única fuerza de mantenimiento del orden público, por lo que pidió al mariscal Soult, entonces Ministro de la Guerra, que reorganizara sin tardar el ejército de línea. Decidió también deshacerse de La Fayette que le parecía poco fiable.
El rey escribió a La Fayette para agradecerle "su valor, su patriotismo y su respeto de las leyes", pero animó a la Cámara de diputados a que se abriera un debate sobre la organización de la Guardia Nacional, tal como lo requería la Carta de 1830. Los diputados lealistas demostraron que la función de comandante general de todas las unidades del reino era contraria a la Carta, y lograron que se aprobara su supresión con la condición de que se compensara a La Fayette. Al día siguiente, La Fayette presentó su dimisión. El gobierno intentó buscar un compromiso pero La Fayette exigió unas condiciones juzgadas extravagantes: disolución de la Cámara, entrada de sus amigos en el seno del Ministerio de Interior, y supresión de la heredad del título de Par de Francia. El Rey aceptó entonces la dimisión de La Fayette y nombró al general Mouton de Lobau comandante de la Guardia Nacional.
La nueva ley sobre la Guardia Nacional fue promulgada en marzo de 1831. Definía sus funciones encargándole la defensa de la monarquía constitucional, de la Carta y de los derechos recogidos en ella, de mantener la obediencia a las leyes, y de conservar o restablecer la paz y el orden públicos. Pero toda deliberación por parte de la Guardia Nacional sobre los asuntos del Estado, de los departamentos o de los municipios era considerada como un atentado contra la libertad pública y un delito contra la "cosa pública" y la Constitución (Art. 1).
La Guardia Nacional estaba teóricamente compuesta de todos los franceses de 20 a 60 años (2-9), pero la ley distinguía entre servicio ordinario y servicio de reserva (19), cuyo reparto dependía de los ayuntamientos. Se llamaba al servicio ordinario, el único realmente efectivo, solamente a los que tenían medios suficientes para soportar los gastos de vestuario y de armamiento, y que disponían de suficiente tiempo libre para asumir el servicio. En consecuencia el servicio ordinario se componía exclusivamente de hombres acomodados, dándole así a la Guardia Nacional su carácter de milicia burguesa defensora ante todo de la propiedad. La Guardia Nacional era una fuerza civil organizada por los ayuntamientos (4) y dependiente de la autoridad de los alcaldes, de los prefectos y del Ministerio de Interior (6). El rechazo a cumplir con el servicio se castigaba con algunos días de arresto.
En el conjunto del país, la eficacia de la Guardia Nacional variaba mucho de un lugar a otro. Por ejemplo, durante la revuelta de los Canuts en Lyon, en noviembre de 1831, sobre unos efectivos de 15.000 guardias nacionales solo se presentaron 500. Muchos republicanos habían sido elegidos oficiales y algunos guardias se aliaron con los obreros insurrectos. La Guardia Nacional seguía siendo un foco potencial de oposición a la monarquía.
Ser miembro de la Guardia Nacional era también un signo de ascensión social. En la novela de Honoré de Balzac César Birotteau, publicada en 1837, el protagonista es un negociante en perfumes que según se enriquece se va promocionando dentro de la Guardia Nacional.
Pero a pesar de que los guardias nacionales fueran reclutados casi exclusivamente dentro de la burguesía, buen número de ellos no tenían suficientes ingresos para pagar impuestos directos de 200 francos y tener así derecho a voto, tal como lo estipulaba la ley electoral del 19 de abril de 1831. Debido en parte al alto nivel de mortalidad cuando estaban de servicio (unos 2000 guardias nacionales muertos solo en París entre 1830 y 1848), los guardias nacionales opinaban que si el Estado esperaba de ellos que dieran su vida por la patría, el Estado a su vez debía concederles el derecho a participar en los asuntos del país. De 1838 a 1842, un amplio movimiento de reividicación exigiendo el derecho a votar para los guardias nacionales se extendió por el país, pero no lograron que se modificara la ley electoral. Es más, en enero de 1840, el mismísimo comandante superior de la Guardia Nacional del departamento del Sena, el mariscal Gérard, condenó esas manifestaciones en nombre de la ley que prohibía a los guardias nacionales toda deliberación política.

## Revolución de 1848 y Segunda República
En diciembre de 1847, algunos guardias nacionales de París quisieron organizar un banquete reformista para que se ampliara el sufragio censitario, pero el Ministerio de Interior lo prohibió. El periódico Le Nacional convocó a toda la Guardia Nacional a una manifestación al día siguiente, con uniforme y sin armas, pero no respondieron.
Durante las jornadas revolucionarias de febrero de 1848, la Guardia Nacional tuvo una actitud pasiva al lado de las tropas de línea y de los guardias municipales. Los guardias nacionales constituían el grueso de las fuerzas del orden con las que contaba el gobierno de François Guizot (40.000 guardias nacionales en activo y 30.000 soldados). El 23 de febrero, cuando la insurrección se extiende a toda la capital, los guardias nacionales se suman al pueblo de París con gritos de "¡Viva la reforma!". Se interponen entre los soldados y los manifestantes a los que protegen, adoptando el papel de árbitro entre el ejército y el pueblo. Esa actitud será determinante para el éxito de la revolución. Una vez caída la monarquía, los guardias nacionales serán los encargados de restablecer el orden en las calles de París.
El 25 de febrero de 1848 el gobierno provisional de la Segunda República decreta el sufragio masculino en respuesta a la demanda popular. El 8 de marzo, restablece los derechos civiles de los guardias nacionales y suprime los nombramientos de los oficiales que vuelven a ser elegidos por sus subalternos.
La insurrección del 15 de mayo de 1848 liderada por Blanqui y Louis Blanc, será reprimida por los guardias nacionales que desalojarán el ayuntamiento de París ocupado por los manifestantes. Esa jornada marca una ruptura entre la Guardia Nacional y los partidos de extrema izquierda. Pero la actitud de la Guardia Nacional, preocupada por apoyar la joven República, cambiará durante las graves jornadas insurreccionales de junio de 1848, en las que participan en la revuelta popular en contra del ejército que se encargará solo de reprimirlas.

## Segundo Imperio
En enero de 1849, un decreto del Presidente de la República, Luis Napoleón Bonaparte, suprimió la mitad de los batallones de los guardias nacionales y reorganizó los batallones restantes. Desconfiaba de la Guardia Nacional, y acabó por disolverles definitivamente el 31 de enero de 1850. Se les reprochaba su falta de disciplina y de sembrar la discordia antes que prevenirla. Cuando ocurrió el golpe de Estado del 2 de diciembre de 1851, la Guardia Nacional parisina, dirigida por el general Lawoestine, no intervino.
El decreto del 11 de enero de 1852 contemplaba una Guardia Nacional cuyos guardias serían seleccionados por los consejos del censo, y cuyos oficiales serían nombrados por Luis Napoleón. En 1853, los oficiales prestaron juramento de fidelidad y obediencia al emperador. Durante todo el Segundo Imperio, la Guardia Nacional fue asignada solamente a realizar tareas menores en un intento de mermar su influencia liberal y republicana.
El 14 de enero de 1868, se votó la ley Niel que establecía la creación de una guardia móvil y auxiliar del ejército francés, para la defensa de las fronteras y de las plazas fuertes, y para el mantenimiento del orden dentro del país. De cierto modo, sentaba las bases de la futura creación de un servicio militar y preveía una leva masiva. Su creación se debía al recrudecimiento de las crisis exteriores, en particular con Prusia.
Cuando estalló la guerra entre Francia y Prusia en julio de 1870, la Guardia Nacional fue poco movilizada en un principio, y la primera leva afectaba solo a los guardias nacionales residentes en las regiones militares del norte y del este de Francia, así como de la región de París. Según iba avanzando la guerra, se aumentaron sus efectivos y sus actividades al lado del ejército, sin que tuvieran una formación militar adecuada. El 10 de agosto se incrementaron sus efectivos, el 18 se añadieron 40.000 jóvenes reclutas, el 23 se constituyeron en regimientos provisionales de infantería y el 23 fueron integrados en el servicio activo del ejército. La Guardia Nacional fue utilizada como un último recurso de defensa.

## La Comuna de París
Después de la derrota de Sedán y del apresamiento del emperador por los prusianos el 2 de septiembre de 1870, el 4 de septiembre ve la formación de un gobierno de defensa nacional y la proclamación de la República. El 6 de septiembre, todos los votantes de la ciudad de París son convocados y los guardias nacionales son movilizados para asegurar la defensa de París, sitiada por las tropas prusianas.

Desde octubre, la Guardia Nacional parisina adhirió al movimiento popular parisino que rechazaba las condiciones de la capitulación francesa y se negaba a rendirse. Entre el 1 de febrero y el 3 de marzo de 1871, 2.000 delegados se reunieron para elaborar los estatutos de una federación republicana de las Guardias Nacionales de Francia (por ello se solía referir a ellos como "los federados"). Desde el mes de septiembre, el Consejo municipal de París había ampliado sus efectivos que se vieron de nuevo aumentados en marzo de 1871 para llegar a 300.000 hombres. El Comité central de la Guardia Nacional encabezó la insurrección y convocó elecciones municipales para el 26 de marzo a fin de legitimar el movimiento. Se pronunció en contra de toda tentativa de desarme, un desarme propugnado por el gobierno francés legal (refugiado en Versalles) en aplicación de las condiciones de la rendición.

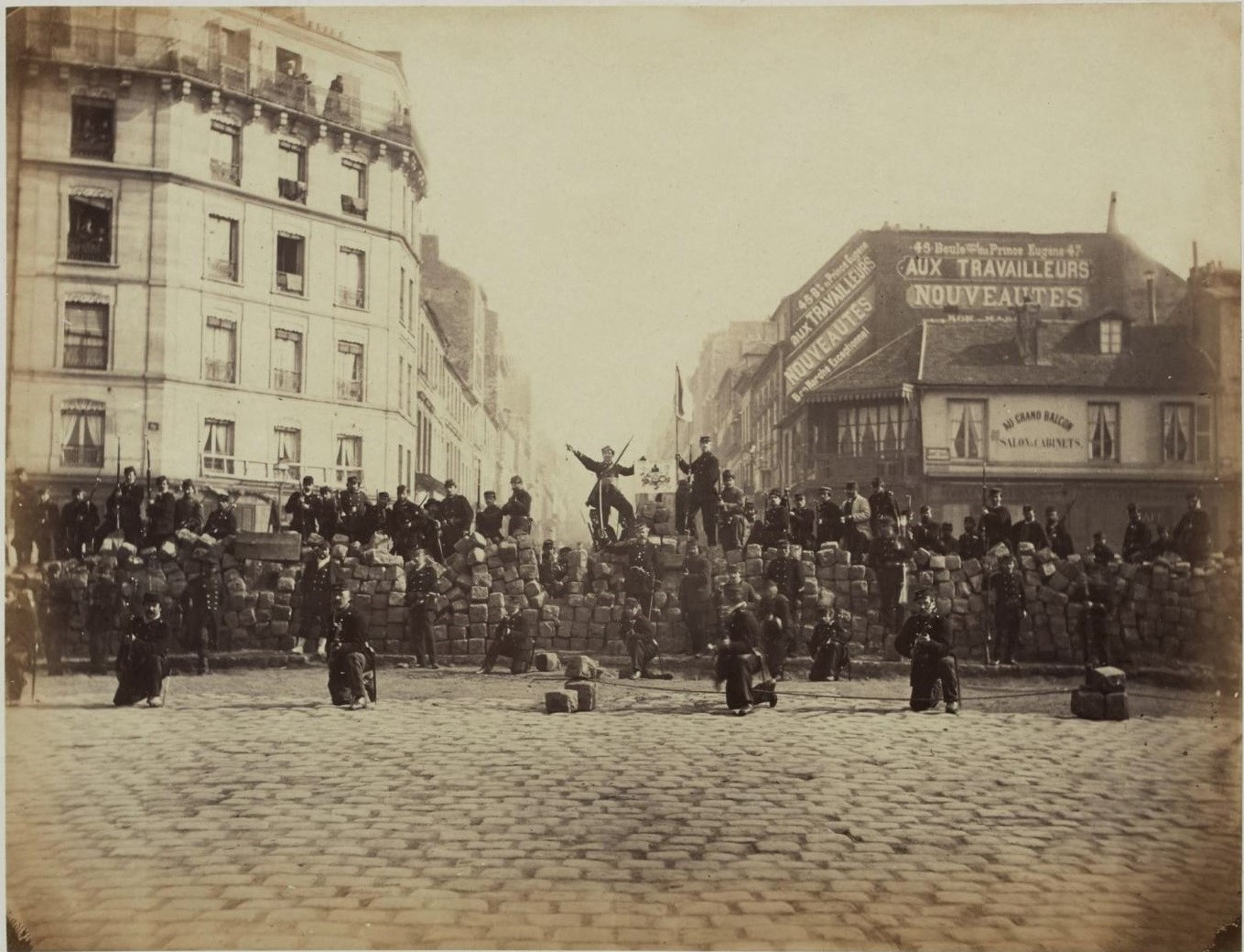
Guardias Nacionales en una barricada, Comuna de París, 18 de marzo de 1871.

El 18 de marzo de 1871, el gobierno mandó al ejército apoderarse de los cañones de la Guardia Nacional de París aparcados en la colina de Montmartre, y que habían sido comprados por suscripción popular. La Guardia Nacional se opuso, apoyada por los habitantes de París, y consiguió convencer a los soldados para que no disparasen contra los civiles. Este acontecimiento en el que la Guardia Nacional tuvo un papel protagonista, marca el inicio de la Comuna insurrecta de París.
Durante la Comuna, la Guardia Nacional parisina tuvo que hacer frente, aparte del cerco del ejército prusiano, a lo que se llamó el "segundo sitio de París", el de las tropas del gobierno de Adolphe Thiers acantonadas en Versalles. Los guardias nacionales parisinos, voluntarios o reclutados precipitadamente dadas las circunstancias, estaban mal preparados, mal alimentados y mal equipados. Participaron activamente en los acontecimientos parisinos y, al igual que la población, sufrieron la represión llevada a cabo por las tropas gubernamentales cuando éstas entraron en París y aplastaron la insurrección durante la "semana sangrienta", del 23 al 28 de mayo de 1871.

## Fin de la Guardia Nacional
El 25 de agosto de 1871, como consecuencia de los acontecimientos de la Comuna de París, la Asamblea Nacional aprobó la disolución de las Guardias Nacionales de todos los municipios de Francia. La ley del 27 de julio de 1872 estipula que "todo cuerpo organizado en armas y sometido a las leyes, forma parte del ejército y depende del Ministerio del Ejército" (Artículo 6). La Guardia Nacional quedaba así definitivamente suprimida.

## Reconstitución
Después de oleadas de ataques terroristas en Francia, que se intensifican de manera significativa en 2014 y 2015, el presidente de Francia, François Hollande, ordenó la creación total de una nueva Guardia Nacional. Por sus palabras, la Guardia se forma utilizando las fuerzas de reserva militar dentro al Ejército de Tierra. Hollande espera que comience a consultas parlamentarias de septiembre el año 2016 sobre este asunto.
El 12 de octubre de 2016, durante una reunión semanal del Consejo de Ministros, después de 145 años, la Guardia Nacional se reconstituyó oficialmente como la rama de servicio de la Fuerzas Armadas de Francia, dependiente del Ministerio de Defensa. La Guardia revitalizado también reforzará los elementos de la Gendarmería Nacional y la Policía Nacional en la obtención de grandes eventos a nivel nacional en el desempeño de su responsabilidad histórica como un servicio de reserva nacional militar y policial.